# Герб Липової Долини
Герб Липової Долини — офіційний геральдичний символ селища Липова Долина Сумської області. Сучасний герб затверджений в 1995 р. Герб є промовистим.

## Опис
У лазуровому щиті золота гілка липи з такими ж листками і срібними квітками, супроводжена вгорі золотим сонцем без зображення обличчя з променями, довгими і короткими поперемінно, яке супроводжується з боків двома золотими колосками, а знизу — срібним вищербленою згори і хмароподібною знизу срібною балкою, поверх якої зелений лист зі срібним лататтям. У лівому верхньому кутку золоті цифри «1647».

## Значення символів
Колосся й обрамлення герба подане в золотистому кольорі, адже це символіка хліба, сільськогосподарської Липоводолинщини, де знають ціну хліборобській праці, запашному короваю. Слова «Липова Долина» йдуть на червоному тлі й одразу впадають в око. А далі перехід до ніжного синього. На його тлі жовте сонечко, дата утворення Липової Долини: 1647 рік.
Внизу — річка мерехтить хвильками і чистотою контурів та білизною недоторканності вабить зір лілея. Вони ще є на Хоролі, і не тільки хизуються красою, а й ніби говорять про те, що в плані екологічному район посідає високе місце.
Липова Долина, отже — липи. Їх багато росте в селищі. Як розпочнуть цвісти — серце радіє духмяності їхньої краси. Художник уміло виписав на ескізі герба невелику гілочку липи з яскравим її цвітом і цим поставив останній штрих до всього задуманого стосовно сюжету герба.

## Історія
1995 року оголосили конкурс серед жителів району на найкраще виготовлення ескізу герба. Участь у цьому конкурсі взяло чимало людей, здебільшого обдарованих художників, майстрів малювання.
Комісія вибрала ескіз, який запропонував завідувач відділу архітектури та містобудування, головний архітектор району А. Й. Макієвський.